# 東山彩
東山 彩（ひがしやま あや、1963年5月6日 - ）は、日本の演歌歌手、アイドル。愛知県西尾市出身。キングレコード所属。

## 人物
- 金城学院高等学校、名古屋市立大学経済学部卒業。名古屋市立大学大学院修了。名古屋市立大学経済学部瑞山会[1]理事。
- 大学講師、編集デザイナー、西尾市観光協会おもてなし隊メンバー
- 1990年9月キングレコードから「東山みどり」の芸名で歌手デビュー[2]。
- 2作目でキングレコードメジャーとなり、「東山彩」に改名[3]。
- 株式会社プラスチックプロ所属
- 西尾市観光協会おもてなし隊の一員として、西尾の抹茶応援ソングの総合プロデュース → 名称「COCOプロジェクト」代表
- 2017年7月、ママアイドルの「ふゎりぃ」とアイドル系お笑いコンビ「アイドルず」を結成。2018年10月2日・12月21日にCBCテレビで放送の『イッポウ』、同年12月27日にテレビ愛知で放送の『ザキヤマの名古屋おピンキリちゃん』[4]で「この地区最年長アイドル」として紹介される。
- R-1ぐらんぷり予選 1回戦通過が2回。
- 2018年8月、同郷の元俳優西尾浩司との歌謡曲ユニット「東→西」（ひがしからにし）で曲をリリース
- 2021年、つんく♂プロデュース「アラフォーアイドル輝けプロジェクト」メンバーに。[5]
- 2021年度、西尾市合併10周年記念事業「新 西尾まつり音頭」製作委員会発足[6]。
- 西尾市非公式ゆるキャラ「西尾くん」プロデュース。

## ディスコグラフィ

### シングル
| 曲名                                        | 作詞       | 作曲       | 編曲                         | C/W曲                  | 発売       | カラオケ     | 備考 |
| ------------------------------------------- | ---------- | ---------- | ---------------------------- | ---------------------- | ---------- | ------------ | --- |
| 霧ものがたり                                | 松井由利夫 | 岡千秋     | 南郷達也                     | 盛り場情話             | 1990年9月  | 東映レーザー | 発売元：キングレコード 「盛り場情話」三重・岐阜TV「激カラ♪スターチャンネル」エンディング2022～2023                                          |
| 北海華しぶき                                | 松井由利夫 | 岡千秋     | 南郷達也                     | 名古屋ごころ           | 1993年3月  | DAM          | 価格.com人気CDランキング 演歌歌謡曲部門2位 発売元：キングレコード                                                                           |
| 大日本 物の怪 音頭                          | KMC        | KMC        | 伊戸のりお                   | 暖簾に恋押しシンデレラ | 2006年6月  | DAM JOYSOUND | 一色町商工会モンスターパレード タイアップ曲 発売元：キングレコード                                                                          |
| 心雪達磨                                    | KMC        | KMC        | 菊谷知樹                     | どっこいSHOW           | 2017年1月  | DAM JOYSOUND | 東海ラジオ「歌謡曲主義」のコーナー『東山彩の彩り彩彩』主題歌 発売元：キングレコード                                                         |
| Sweet Sweets Green （西尾の抹茶応援ソング） | KMC        | KMC        | YUYA                         |                        |            |              | 西尾市観光協会公式「アイドルず」として |
| どこまでも                                  | KMC        | KMC        | 岩田光司                     | 抹茶恋時雨             | 2018年8月  | DAM JOYSOUND | 西尾市観光協会公式「東→西」（東山彩＆西尾浩司）として 東海ラジオ「歌謡曲主義」のコーナー『東山彩の彩り彩彩』主題歌 発売元：クラウンレコード |
| サヨナラ桜                                  | 星野世界観 | 星野世界観 | 河合一尚                     |                        | 2019年4月  |              | 全力フィルダースチョイス堀口修司とのデュエット MID-FM『全力ラジオ宣言』エンディング曲 デジタル配信                                          |
| All Together限界超えよ！                    | つんく♂    | つんく♂    | 大久保薫                     |                        | 2021年10月 | JOYSOUND     | アラフォーアイドル輝けプロジェクト（フォティプロ）メンバーとして 発売元：テイチクレコード                                                   |
| 新 西尾まつり音頭                           | 斎藤吾朗   | 斎藤吾朗   | 菊谷知樹                     |                        | 2022年5月  |              | 西尾市合併10周年記念事業 「東→西」として デジタル配信                                                                                       |
| OH！YOUNG HEART                             | つんく♂    | つんく♂    | 大久保薫                     |                        | 2022年7月  |              | アラフォーアイドル輝けプロジェクト（フォティプロ）メンバーとして デジタル配信                                                               |
| Love New York〜From Tokyo〜                 | 香坂小五郎 | Tim-brain  | 和型流行音楽世界伝心協会-O01 |                        | 2022年7月  |              | アラフォーアイドル輝けプロジェクト（フォティプロ）メンバーとして デジタル配信                                                               |
| 三河一色ちんちん音頭                        | 山田悦弘   | 山田悦弘   | ME＆YOU                      |                        | 2022年8月  |              | イベント「クールいっしき夏祭り」タイアップ曲 デジタル配信                                                                                   |

## 出演

### テレビCM
- 「大曽根商店街」2023
- 「新 西尾まつり音頭」2022
- 「伏見地下街 長者町raBBit」2021
- 「どこまでも」2020
- 「心雪達磨」2019
- 「アイドルず、二人合わせて100歳」2019
- テレビ愛知「ふるさと西尾」2018/12
- 愛知県「愛知県ながらスマホ防止キャンペーン」[7]2017/8
- CBCラジオ「小堀勝啓の新栄トークジャンボリー」2015
- エスカ「エスカでしょ」2014
- ライオン「トップ」2005、メイン
- NHK「シートベルトを締めてさえいれば」

### ラジオCM
- 「伏見地下街 長者町raBBit」（提供局：MID-FM）
- 「カラオケ情報誌月間カラオケエース」（提供局：MID-FM）
- 「COCOプロジェクト」（提供局：MID-FM）
- 「大日本物の怪音頭」（提供局：ぎふチャン、MID-FM）
- 「どこまでも」（提供局：ぎふチャン、MID-FM、愛知北エフエム放送）

### テレビ番組
- 三重テレビ・岐阜放送・KBS京都（2020）「激カラ♪スターチャンネル」2019レギュラーに  「チチローコーナー」担当2021～

### ラジオ番組
- MID-FM「西条ずの炎会」2022放送開始
- MID-FM「西尾くんのチョット言っとく～」2020放送開始
- MID-FM「COCOにおいでン！みんなブラザー」2019放送開始
- MID-FM「カメレオン・サタデー」2019放送開始、2020放送終了
- 東海ラジオ「東山彩の彩り彩彩[8]」2017/10放送開始、2018/4からは「26時の歌謡曲」のワンコーナーに
- ぎふチャンラジオ「サブきゃル!!今昔女子物語[9]」2016/11放送開始、2018/3放送終了
- ぎふチャンラジオ「ゆっこ学園COCOの春休み」[10]2018/12放送開始
- MID-FM「月間カラオケエースプレゼンツ カラオケ天国」[11]2018/1放送開始
- MID-FM「全力ラジオ宣言」2019/2放送開始
- MID-FM「プラス☆クラス」「プラス☆クラスVol.2」2018放送（定期特番）
- 愛知北エフエム放送「COCOン東西ラブハッピー」[12]2018/7放送開始
- FMわっち「KMC ゆっこのEVERY GOOD」2016/11放送開始、2017/4放送終了
- FMわっち「ゆっこと彩のGIFUラップ+KMC」2017/5放送開始、2017/8放送終了
- FMわっち「プラケム・ケムエビ総集編」2017/9/23放送（上記2番組の総集編）

### ビデオ映像
- CG-ARTS協会 eラーニング「マルチメディア検定対策講座」
- 東映レーザーカラオケ「霧ものがたり」

### 映画
- にしお映画製作実行委員会「月を見上げる」マナー動画、住民役、2021
- にしお映画製作実行委員会「オシニンジャーX エピソード0」 - 怪人 役、2017/10クランクアップ

### スチールモデル
- イケダヤ製菓
- ネット・フレンズ 情報誌「chaoo」ご当地アイドルコラボ企画[13]
- 名古屋鉄道「西尾の抹茶いっぷくキャンペーン」
- 名鉄観光サービス 奥飛騨温泉スキーパンフレット（前年のミスコンにて特別賞受賞のため）

### イベント
- 「金山にぎわいマルシェ」2019〜定期
- 稲沢市文化事業「アイドルCLUSTER 秋の陣 in 稲沢」「同 冬の陣」2018
- 「高須まつり」2016/10、2017/10、2018/10
- 「日本の観光物産展」（台北市）2017/6
- 「三河一色みなとまつり」2017/7、2018/7
- 「ニシオンナーレ・フィナーレイベント」2017/3
- 「激ヤバサマーフェス2016」2016/8
- 「名古屋商業フェスタ」
- 「名古屋まつり」
- 「名古屋城夏まつり」
- 中京テレビ「24時間テレビ」